# Maurice (Disney)
Maurice is de naam van de vader van Belle uit de tekenfilm van Walt Disney genaamd Belle en het Beest. Maurice is een uitvinder en gaat naar een grote beurs in de stad. Maar de weg naar de beurs toe is niet zonder gevaren; hij raakt de weg kwijt en na op zijn hielen te zijn gezeten door wolven komt Maurice uit bij het kasteel van het Beest. Wanneer Maurice zijn dochter Belle hem hier komt zoeken wordt hij door het Beest met Belle geruild.
Het Beest werd een beest toen hij op een koude winternacht als prins niet onderdak wilde bieden aan een oude vrouw in ruil voor een roos. Toen hij na 3 keer weigerde smolt de lelijke oude vrouw weg om plaats te maken voor een beeldschone tovenares. "Als straf" betoverde ze de prins om in een beest en sprak ook een vloek uit over het kasteel en alle bewoners van het kasteel.